# Cicurina breviaria
Cicurina breviaria es una especie de araña araneomorfa del género Cicurina, familia Hahniidae. Fue descrita científicamente por Bishop & Crosby en 1926.
Habita en los Estados Unidos .